# Rohrbach (Sinsheim)
Rohrbach ist ein Dorf im Süden des Rhein-Neckar-Kreises in Baden-Württemberg, das seit 1971 zu Sinsheim gehört.

## Geschichte
Rohrbach wurde 1099 erstmals urkundlich erwähnt. 1427 kam der Ort als Lehen des Bistums Worms an die Herren von Venningen. Der Ort teilt im 17. Jahrhundert das Schicksal der umliegenden Orte und war mehrfach von Verwüstungen betroffen, darunter im Dreißigjährigen Krieg und im Umfeld der Schlacht bei Sinsheim 1674.
Zur Zeit des Kurfürsten Karl Theodor (1724–1799) war Carl Philipp von Venningen Regierungspräsident in Mannheim und setzte sich für den Ausbau der von Frankfurt am Main nach Heilbronn führenden Chaussee von Sinsheim über Rohrbach nach Steinsfurt ein – entgegen den ursprünglichen Planungen, die eine Streckenführung direkt von Sinsheim nach Steinsfurt vorsahen. Die Verkehrsanbindung führte zunächst zu einer Belebung des Ortes, in dem alsbald sechs Gasthöfe entstanden waren. Allerdings wurde der verkehrsgünstig gelegene Ort auch zum häufigen Quartier von Truppen in den nachfolgenden Napoleonischen Kriegen.
Rohrbach kam 1806 zu Baden. Die vorherrschende Armut und fehlende Erwerbsmöglichkeiten führten in der Mitte des 19. Jahrhunderts verstärkt zur Auswanderung. Zwischen 1834 und 1865 wanderten 50 Personen nach Nordamerika aus. Rohrbach blieb bis weit ins 20. Jahrhundert überwiegend landwirtschaftlich geprägt. Erste Fabrikarbeitsplätze entstanden in einer Emailfabrik und in der Schmollschen Mühle, in der Eisen- und Blechwaren hergestellt wurden. 1939 wurden 726 Einwohner gezählt, Ende 1945 waren es 813.
Nach dem Zweiten Weltkrieg wurden Rohrbach zahlreiche Heimatvertriebene aus den ehemaligen deutschen Ostgebieten, dem Sudetenland und Ungarn zugeteilt, deren Eingliederung die Gemeinde vor große Probleme stellte. In den Nachkriegsjahren entstanden ausgedehnte Neubaugebiete und der Ort entwickelte sich von einem bäuerlich geprägten Dorf zu einem Wohnort für Pendler der umliegenden Orte. Von den 1939 gezählten 129 landwirtschaftlichen Vollerwerbsbetrieben waren gegen Ende des 20. Jahrhunderts nur noch wenige vorhanden.
Am 30. Dezember 1971 wurde Rohrbach in die Stadt Sinsheim eingegliedert.
Die ehemalige Gemeinde hatte eine Fläche von 7,84 km².

## Wappen
Die Blasonierung lautet: In Silber aus einem erniedrigten blauen Wellenbalken wachsend drei schwarze Rohrkolben mit grünen Stielen und je zwei grünen Blättern.

## Sehenswürdigkeiten

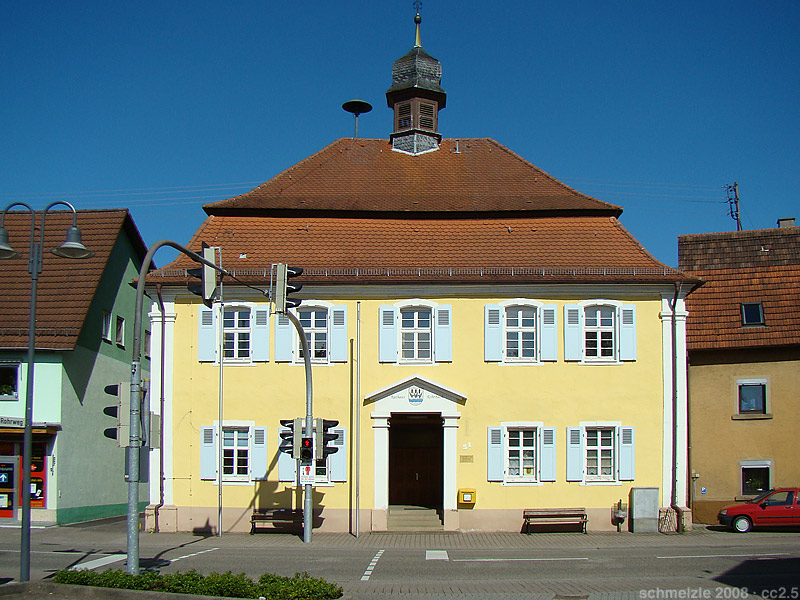
Altes Rathaus

- Das Alte Rathaus wurde durch die Herren von Venningen als Rentamt erbaut und beherbergte im Obergeschoss einst auch die katholische Schule. Nach 1845 war es Rathaus und seit der Gemeindereform befindet sich hier die örtliche Verwaltungsstelle.
- Die Evangelische Kirche in Rohrbach wurde 1823 an der Stelle eines Vorgängerbauwerks erbaut. Das 1859 fertiggestellte evangelische Pfarrhaus, das Bedingung zur Wiedereinrichtung einer Pfarrstelle war, wurde als „eines der prächtigsten Pfarrhäuser im Lande“ bezeichnet. Die katholische St.-Laurentius-Kapelle wurde 1966 im Neubaugebiet eingeweiht.
- Das Alte Schulhaus neben der evangelischen Kirche wurde 1839 fertiggestellt.
- Die ehemalige Synagoge kündet von der einstigen jüdischen Gemeinde des Ortes. In dem Gebäude befand sich einst auch die israelitische Schule, deren Schulraum später als Kindergarten und nach dem Zweiten Weltkrieg als Klassenzimmer diente.

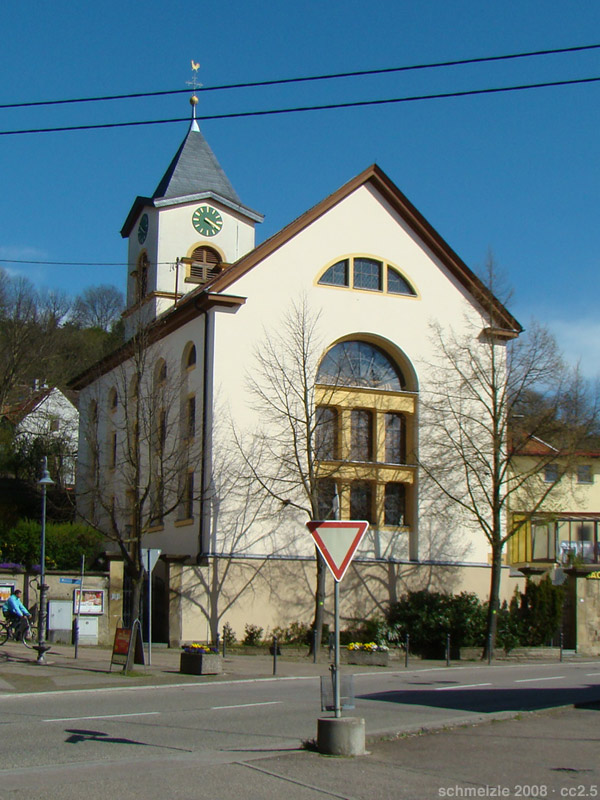
Evangelische Kirche
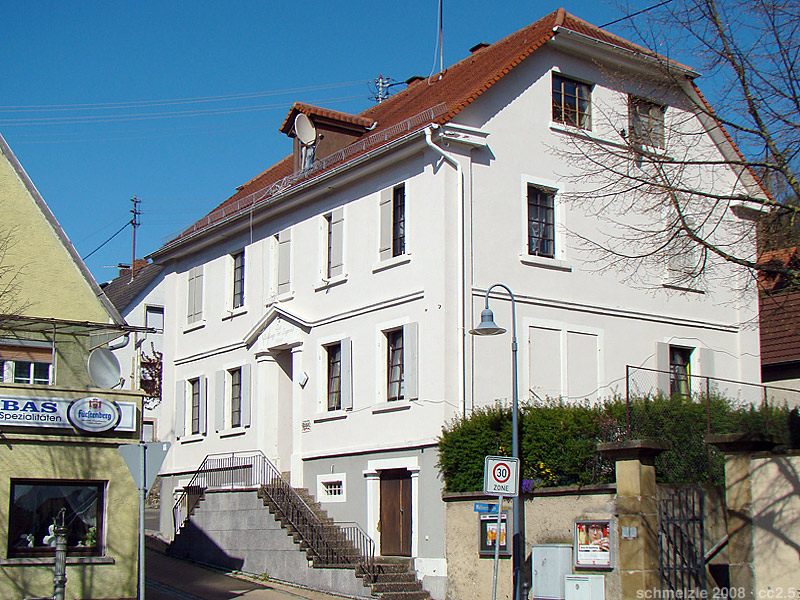
Alte Schule
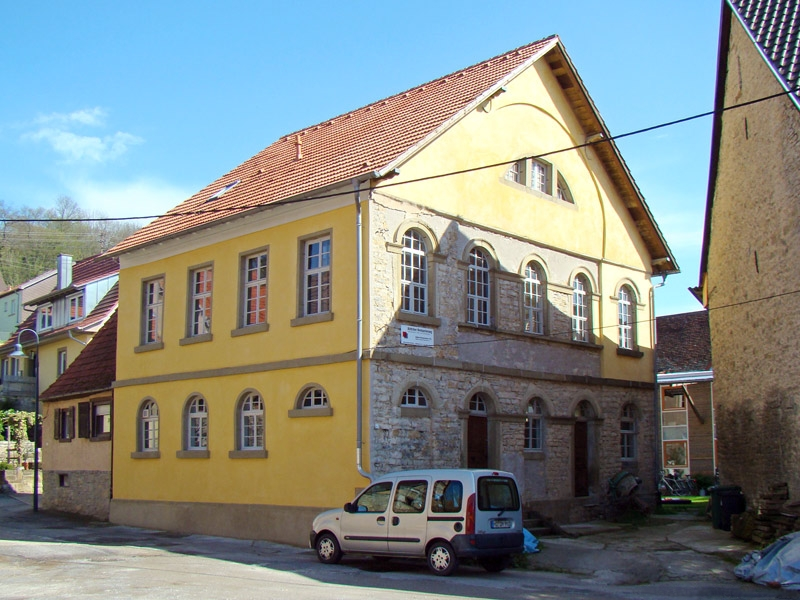
Ehemalige Synagoge

## Radverkehr
Durch Rohrbach verläuft die Burgen-Tour Kraichgau-Stromberg, eine etwa 52 Kilometer lange regionale Radroute, die das Dorf mit den Orten Neckarbischofsheim und Steinsfurt verbindet.